# Mindel
Mindel er en 75 km lang biflod til Donau i Bayern i det sydlige  Tyskland. Mindel har sit udspring i Mindelmühle ved Ronsberg, vest for Kaufbeuren i Allgäu-regionen (Landkreis Ostallgäu) , og løber hovedsagelig mod nord. Dens vigtigste biflod er Kammel.
Mindel har sit udløb i Donau ved Gundremmingen, øst for Günzburg. Floden  har alene i Landkreis Günzburg 30 energiproducerende  vandkraftværker.
I april 2003 blev der indviet en cykelrute, Mindeltal-Radweg i floddalen.

## Byer og landsbyer langs Mindel
- Dirlewang
- Apfeltrach
- Mindelheim
- Pfaffenhausen
- Schöneberg
- Hasberg
- Mindelzell
- Thannhausen
- Münsterhausen
- Burtenbach
- Jettingen-Scheppach
- Burgau
- Offingen

48°30′26″N 10°23′14″Ø / 48.5072°N 10.3872°Ø